# フィッタ ジャパン ロジスティカ
フィッタ ジャパン ロジスティカ株式会社は、東京都足立区に本拠を置く日本の運輸会社であり、HINODE&SONS株式会社の100%子会社である。

## 事業所
- 岩手情報センター
- 仙台情報センター
- 東京情報センター
- 横浜情報センター
- 浜松情報センター
- 名古屋情報センター
- 金沢情報センター
- 大阪情報センター
- 神戸情報センター
- 岡山情報センター
- 倉敷情報センター
- 水島港情報センター
- 福山情報センター
- 広島情報センター
- 香川情報センター
- 北九州情報センター
- 福岡情報センター

## 関連会社
- HINODE&SONS
- 日の出運輸